# Eosentomon rishir
Eosentomon rishir är en urinsektsart som beskrevs av Nakamura 2004. Eosentomon rishir ingår i släktet Eosentomon och familjen trakétrevfotingar. Inga underarter finns listade i Catalogue of Life.